# 舒赫特科格爾山

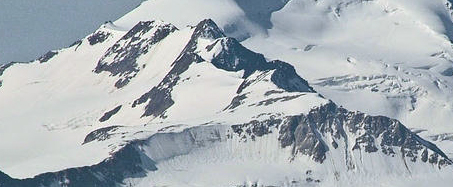

46°53′51″N 10°52′32″E / 46.89750°N 10.87556°E
舒赫特科格爾山（德語：Schuchtkogel），是奧地利的山峰，位於該國西部，由蒂羅爾州負責管轄，屬於奧茨塔爾阿爾卑斯山脈的一部分，海拔高度3,471米，人類在1874年9月8日首次登頂。